# Janne Kolling
Janne Kolling (12 luglio 1968) è un'ex pallamanista danese.
Con la maglia della nazionale danese ha vinto l'oro olimpico ai Giochi di Atlanta 1996 e ai Giochi di Sydney 2000. È la pallamanista col maggior numero di presenze, 250, con la maglia della nazionale danese.

## Palmarès

### Giocatrice

#### Club
- EHF Cup: 1

Viborg: 1993-1994
- Campionato danese: 4

Viborg: 1994, 1995, 1996, 1997
- Coppa di Danimarca: 3

Viborg: 1993, 1994, 1996

#### Nazionale
- Oro olimpico: 2

Atlanta 1996
Sydney 2000
- Campionato mondiale

 Oro: Germania 1997
 Argento: Norvegia 1993
 Bronzo: Austria-Ungheria 1995
- Campionato europeo

 Oro: Germania 1994, Danimarca 1996
 Argento: Paesi Bassi 1998

### Individuale
- Migliore ala destra ai Giochi olimpici: 1[3]

Sydney 2000
- Migliore ala destra al campionato europeo: 2

Germania 1994, Paesi Bassi 1998